# Saint-Symphorien-des-Monts
Saint-Symphorien-des-Monts is een plaats en voormalige gemeente in het Franse departement Manche in de regio Normandië en telt 152 inwoners (2005. De plaats maakt deel uit van het arrondissement Avranches.

## Geschiedenis
Saint-Symphorien-des-Monts maakte onderdeel uit van het kanton Le Teilleul tot dat op 22 maart 2015 werd opgeheven. De gemeente werd hierop overgeheveld naar het aangrenzende kanton Saint-Hilaire-du-Harcouët. Op 1 januari 2016 fuseerde Saint-Symphorien-des-Monts met de aangrenzende gemeente Buais tot de commune nouvelle Buais-Les-Monts.

## Geografie
De oppervlakte van Saint-Symphorien-des-Monts bedraagt 6,9 km², de bevolkingsdichtheid is 22,0 inwoners per km².
De onderstaande kaart toont de ligging van Saint-Symphorien-des-Monts met de belangrijkste infrastructuur en aangrenzende gemeenten.

## Demografie
Onderstaande figuur toont het verloop van het inwonertal (bron: INSEE-tellingen).